# Bocholt (stacja kolejowa)
Bocholt – stacja kolejowa w Bocholt, w kraju związkowym Nadrenia Północna-Westfalia, w Niemczech.